# Panenka strachu

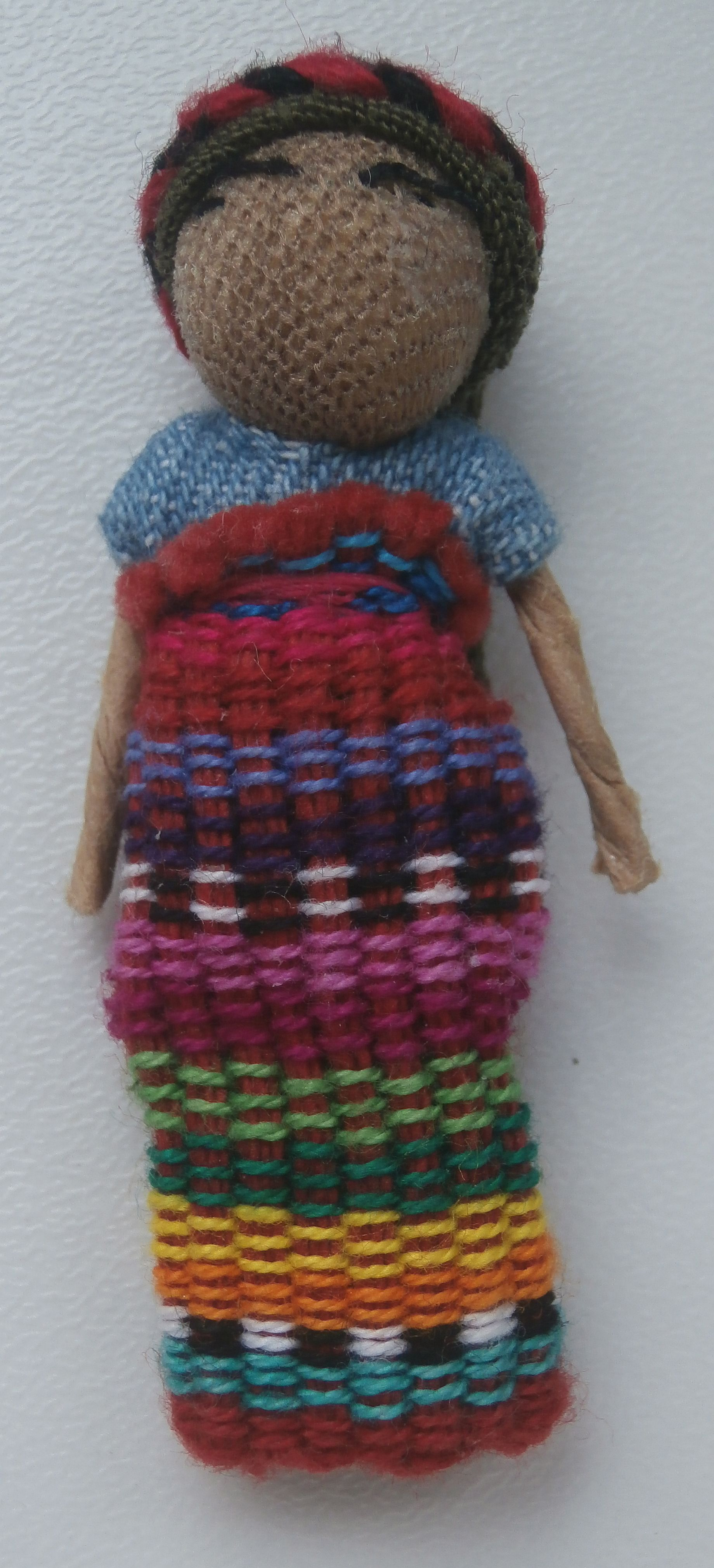
Tradiční panenka strachu

Panenky strachu (muñecas quitapenas) jsou malé barevné panenky původem z Guatemaly. Dříve je tradičně používaly guatemalské děti, aby se zbavily strachu. Rituálem se panenka zmocnila magické síly a pomáhala bojovat proti strachu či plnit tajná přání.

## Použití
Podle mayské tradice se panenky dávají hlavně dětem, které mají problémy s usínáním, nebo mívají časté noční můry. Dítě před spaním panence pošeptá, co ho trápí, a pak si panenku schová pod polštář. Takže když dítě usne, panenka se bojí za něj. Panenky samozřejmě nemusí používat jen děti, nemají žádné věkové omezení. Použít je může úplně kdokoliv. Některá zdravotní střediska používají panenky strachu v kombinaci s klasickou léčbou nemocných dětí.
Říká se také, že používat panenku někoho cizího přináší smůlu. Starých používaných panenek se bezpečně můžete zbavit tak, že je pohřbíte někde mimo váš pozemek nebo na nějaké místo, kam moc často - nejlépe vůbec - nechodíte.

## Historie
Panenky strachu jsou inspirovány mayskou legendou o princezně Ixmucane, která dostala od boha slunce Kinich Ahaua vzácný dar, a to moc zbavovat lidi jejich obav, starostí a dalších věcí, co by je mohly trápit. Časem tak lidé začali vyrábět malé panenky na počest princezny Ixmucane, se kterými sdílely své obavy s nadějí, že je přes jejich panenky Ixmucane uslyší a pomůže jim vyřešit jejich problémy, nebo je zbaví jejich strachu.
Jiné zdroje uvádí, že se nejednalo o princeznu, ale o mayskou bohyni. Což je pravda - v posvátné mayské knize Popol Vuh se můžeme dočíst, že Ixmucane byla jedna z původních bohyň, a spolu s bohem Xpiacocem tvořili pár - někdy jsou nazývaní jako prapůvodní babička a dědeček. Ixmucane je prý stvořitelka lidstva, která stvořila lidi z klasů v kukuřičném labyrintu a díky tomu rozumí všem lidským obavám a dokáže je tak odebrat. A proto vznikly panenky strachu – jejich výroba napodobuje Ixmucanin akt stvoření a je tak přímou linkou k ní.

## Výroba
Jejich velikost se může lišit. Většinou jsou velké kolem tří centimetrů, ale dělají se i menší, které mají 1 až 2 centimetry, a ty větší můžou být velké až 10 či 12 centimetrů. Panenky se vyrábí ručně a většinou mívají kostru z drátu nebo z dřeva. Na jejich hlavu se používají kusy bavlněného plátna, kartonu nebo hlíny. Na šaty se nejčastěji používají kusy tradiční tkané látky, která se nazývá aguayo, což je látka původem z Guatemaly, která se používá v tradičních komunitách například v Bolívii, Chile, Kolumbii či Peru. Používá se také na nošení malých dětí nebo velkých předmětů na zádech.
Panenky se také často prodávají spolu po šesti kusech, aby se pro každý den v týdnu mohla použít jedna - sedmý den je na odpočinek.